# TG5 Prima Pagina
TG5 Prima Pagina è la prima edizione quotidiana del TG5. È curata da Gianluigi Parlato, Eduardo Orlando, Pietro Pinelli e Alessio Falconio.

## Storia

Fotogramma della sigla in uso dal 16 aprile 2018

Prima Pagina (diventato TG5 Prima Pagina in concomitanza con la nascita del TG5) debuttò il 16 settembre 1991, inizialmente in programmazione dalle 7:00 alle 8:30, poi dalle 6:00 alle 9:00 (fino al 14 settembre 1997), e dal 15 settembre 1997 dalle 6:00 alle 8:00. Il notiziario venne pubblicizzato con uno spot pubblicitario mandato in onda la settimana prima.
Un programma dal titolo identico era già stato trasmesso in precedenza su Canale 5, ma nella formula e nell'orario era completamente diverso: collocato in seconda serata, nel giugno 1983, come programma elettorale in occasione delle elezioni politiche, riprese nel mese di maggio 1984 in occasione delle elezioni europee con la conduzione di Peter Nichols, per poi diventare, nel dicembre dello stesso anno, un programma d'approfondimento collocato il giovedì alle 22:30 e condotto da Giorgio Bocca.
Prima Pagina trae ispirazione da Le journal permanent, un notiziario mattutino andato in onda dal 29 febbraio 1988 al 12 aprile 1992 su La Cinq, la prima televisione privata francese in chiaro, fondata da Fininvest, che chiuse proprio nel 1992.
Nel 2001, a seguito dell'accordo siglato con Autostrade S.p.A. (oggi Autostrade per l'Italia), viene aggiunta la rubrica "Traffico", che cambiò grafiche nel settembre 2005, nel novembre 2007, nel 2014 e nell'aprile 2018. Oltre ad Autostrade per l'Italia, c'era anche l'accordo con l'autostrada A22 del Brennero fino al 2014.
Del TG5 Prima Pagina è stato a lungo responsabile Paolo Di Mizio. All'epoca l'edizione era composta da un rullo di notizie, rassegna stampa, e rubriche ripetuto ogni 15 minuti, preparato durante la notte ed eventualmente aggiornato poco prima o durante la messa in onda. Era presente anche l'oroscopo redatto da Luisa De Giuli, che viene definitivamente cancellato dal 3 novembre 2014 per scelta editoriale.
Il 5 novembre 2007 iniziò la sperimentazione di alcune novità in TG5 Prima Pagina: oltre alla tradizionale rotazione delle notizie, si aggiungeva alle 7:30 un'edizione in diretta intitolata TG5 Prima Pagina - Anteprima delle 07:30 con le notizie lette da un giornalista in video anziché da uno speaker, mentre rimanevano immutati gli altri spazi informativi. L'ultima edizione, quella delle 7:45, veniva sostituita da una rassegna stampa in diretta condotta in video dal titolo TG5 Prima Pagina - La Rassegna Stampa delle 07:45, cui seguivano le rubriche Traffico, Meteo.it, Borse e Monete e Oroscopo. Tale formula fu abbandonata il 16 giugno 2008, a seguito di un calo di ascolti, e Prima Pagina tornò alla sua struttura tradizionale; il format fu poi ripreso, seppure con alcune modifiche, dal 3 novembre 2014.
Dal 25 agosto 2014 Prima Pagina è anche il nome dell'anteprima del TG5 delle 20:00, trasmessa inizialmente alle 19:57 per 3-4 minuti fino al 26 marzo 2020, mentre dal giorno seguente va in onda alle 19:54 per 6-7 minuti. Lo scopo di questa edizione è quello di vedere il sommario delle notizie principali che tratterà il TG5 durante l'edizione delle 20:00 e, inoltre, di parlare di una delle notizie elencate nel sommario.

## Descrizione
Prima Pagina è composto da telegiornali in diretta in onda ogni 15 minuti tra le 6:00 e le 7:55. È la prima edizione della giornata e viene trasmessa in simulcast anche su TGcom24 (dal 2014).
Ogni edizione ha una durata complessiva di circa 10 minuti, divisi tra un telegiornale dalla durata di circa 7-8 minuti con all'interno la rassegna stampa e, alcune volte, gli aggiornamenti sulle quotazioni finanziarie curati da Class CNBC, e le rubriche che seguono, una con gli aggiornamenti sul traffico a cura di Autostrade per l'Italia e l'altra con le previsioni meteo curate da Meteo.it. Fino al 2 novembre 2014 le rubriche venivano ripetute in questo modo:
- Edicola (dal 2018 come TG5 Prima Pagina Edicola, prima pagina di alcuni quotidiani)
- Traffico (dal 2018 come TG5 Prima Pagina Traffico)
- Meteo.it (dal 1992 al 2013 come TG5 Prima Pagina Meteo)
- Borse e Monete (dal 2018 come TG5 Prima Pagina Borse e Monete)
- Oroscopo

Dal 3 novembre 2014 l'Oroscopo viene definitivamente cancellato, mentre TG5 Prima Pagina Borse e Monete viene incluso nel TG5 stesso anziché essere una rubrica a sé stante.

## Ora esatta
È il segnale orario che precede l'inizio del TG5 Prima Pagina ad ogni sua ripetizione. La musica di sottofondo che lo ha accompagnato dal 27 giugno 1994, intitolata Segnatempo, è stata composta e arrangiata da Roberto Colombo. Tale sottofondo è rimasto invariato per circa 24 anni; in occasione del restyling del TG5 avvenuto il 16 aprile 2018, è stato sostituito da una nuova versione riarrangiata.

## Elenco dei conduttori

### Attuali
- Veronica Gervaso (2014-2016, dal 2022)
- Paolo Di Lorenzo (dal 2018)
- Roberta Floris (dal 2020)
- Cristina Bianchino (dal 2022)

### Passati
- Francesco Vecchi (2014-2016)
- Alberto Duval (2014-2022)
- Francesca Pozzi (2014-2016)
- Lorenzo Montersoli (2016-2018)
- Riccardo Ceccagnoli (2021)
- Marco Subert (2016-2020)
- Francesca Cantini (2016-2024)

## Sigla
La prima sigla del notiziario venne composta da Alberto Radius e Stefano Previsti, ed è stata utilizzata dal 16 settembre 1991 al 31 dicembre 2009. Il 1° gennaio 2010 viene introdotta una sigla che mantiene le stesse note finali della precedente. Dal 16 aprile 2018 vi è un restyling grafico completo ed una nuova sigla composta da Paolo Andriolo e Gianluca Ballarin, consistente in un riarrangiamento di quella principale del TG5 mantenendo la melodia della sigla precedente. Il 13 gennaio 2023, in occasione dei 31 anni della testata, vengono rinnovate le immagini presenti nella sigla.